# Naga Kisar
Naga Kisar is een bestuurslaag in het regentschap Serdang Bedagai van de provincie Noord-Sumatra, Indonesië. Naga Kisar telt 3827 inwoners (volkstelling 2010).